# Maria Marcus
Musikern och låtskrivaren med samma namn, se Maria Marcus (musiker)
Maria Marcus, född 27 mars 1926 i Hamburg, död 20 januari 2017, var en dansk författare, sexolog och psykoterapeut. Marcus gav 1974 ut Den frygtelige sandhed (på svenska Den fruktansvärda sanningen, 1975) om hennes egen kamp med och förhållningssätt till sin dragning till BDSM och hur detta kunde förenas med hennes feministiska övertygelse. Boken blev startpunkten för den danska BDSM-föreningen SMiL och blev för Marcus själv början på en karriär som kombinerad sexolog och psykoterapeut.